# Colotes maculatus
Colotes maculatus é uma espécie de insetos coleópteros polífagos pertencente à família Malachiidae.
A autoridade científica da espécie é Laporte de Castelnau, tendo sido descrita no ano de 1838.
Trata-se de uma espécie presente no território português.